# Valvulineria
Valvulineria es un género de foraminífero bentónico de la subfamilia Baggininae, de la familia Bagginidae, de la superfamilia Discorboidea, del suborden Rotaliina y del orden Rotaliida. Su especie tipo es Valvulineria californica. Su rango cronoestratigráfico abarca desde el Daniense (Paleoceno inferior) hasta la Actualidad.

## Discusión
Algunas han incluido Valvulineria en la subfamilia Cancrisinae de la familia Cancrisidae.

## Clasificación
Se han descrito numerosas especies de Valvulineria. Entre las especies más interesantes o más conocidas destacan:
- Valvulineria californica
- Valvulineria stachei
- Valvulineria tumeyensis

Un listado completo de las especies descritas en el género Valvulineria puede verse en el siguiente anexo.